# 小行星8313
小行星8313（8313 Christiansen）是一颗绕太阳运转的小行星，为主小行星带小行星。该小行星于1996年12月19日被发现。

## 轨道参数
小行星8313的轨道半长轴为2.6117992 UA，离心率为0.169。